# Delegation der Europäischen Union

Europäische Union
Länder mit einer EU-Delegation

Als Delegation der Europäischen Union (früher Delegation der Europäischen Kommission, umgangssprachlich auch EU-Botschaft) werden die derzeit insgesamt 139 Auslandsvertretungen der Europäischen Union bei Drittstaaten und Internationalen Organisationen (OECD, OSZE, Vereinte Nationen, WTO, FAO, UNESCO, IFAD und Afrikanische Union) bezeichnet. Diese Delegationen erfüllen für die EU eine ähnliche Funktion wie eine Botschaft für Nationalstaaten.
Im Rahmen der Gemeinsamen Außen- und Sicherheitspolitik (GASP) der Europäischen Union übernehmen die Delegationen Aufgaben wie die Außendarstellung und Durchführung von EU-Politiken, das Erstellen von Analysen und Berichten für die Europäische Kommission sowie gegebenenfalls Verhandlungen im Rahmen eines vorgegebenen Mandats. Die Delegationen sind organisatorisch Teil des Europäischen Auswärtigen Dienstes (EAD) und damit dem Hohen Vertreter der EU für Außen- und Sicherheitspolitik zugeordnet.

## Geschichte
Die erste diplomatische Vertretung der Europäischen Kommission (damals noch die Hohe Behörde der EGKS) wurde 1956 im Vereinigten Königreich eingerichtet, das 1973 selbst Mitglied der Europäischen Gemeinschaften wurde. Bei den Vereinten Nationen in New York ist die EG seit 1964 vertreten, seit 1974 gibt es eine feste Delegation. 2007 wurde die Delegation der Europäischen Union für die Schweiz und das Fürstentum Liechtenstein eröffnet.
Bis 2009 unterstanden die Delegationen allein der Generaldirektion für Außenbeziehungen (GD RELEX) der Europäischen Kommission. Durch den Vertrag von Lissabon ging diese im neu eingerichteten EAD auf, dem auch frühere Mitarbeiter des Ratssekretariats und abgestellte Mitarbeiter der nationalen diplomatischen Dienste angehören. Die Vereinigung des Personals von RELEX und der zuständigen Abteilung des Ratssekretariats wurde am 1. Januar 2011 vollzogen.

## Delegationen nach Kontinent und Staat

### Afrika
| - Ägypten: Kairo, Delegation - Algerien: Algier, Delegation - Angola: Luanda, Delegation - Äthiopien: Addis Abeba, Delegation - Benin: Cotonou, Delegation - Botswana: Gaborone, Delegation - Burkina Faso: Ouagadougou, Delegation - Burundi: Bujumbura, Delegation - Dschibuti: Dschibuti-Stadt, Delegation - Elfenbeinküste: Abidjan, Delegation - Eritrea: Asmara, Delegation - Eswatini: Mbabane, Delegation - Gabun: Libreville, Delegation - Ghana: Accra, Delegation - Guinea: Conakry, Delegation - Guinea-Bissau: Bissau, Delegation - Kamerun: Jaunde, Delegation - Kap Verde: Praia, Delegation - Kenia: Nairobi, Delegation - Kongo, Demokratische Republik: Kinshasa, Delegation - Kongo, Republik: Brazzaville, Delegation - Lesotho: Maseru, Delegation - Liberia: Monrovia, Delegation - Libyen: Tripolis, Delegation - Madagaskar: Antananarivo, Delegation | - Malawi: Lilongwe, Delegation - Mali: Bamako, Delegation - Marokko: Rabat, Delegation - Mauretanien: Nouakchott, Delegation - Mauritius: Port Louis, Delegation - Mosambik: Maputo, Delegation - Namibia: Windhoek, Delegation - Niger: Niamey, Delegation - Nigeria: Abuja, Delegation - Ruanda: Kigali, Delegation - Sambia: Lusaka, Delegation - Senegal: Dakar, Delegation - Sierra Leone: Freetown, Delegation - Simbabwe: Harare, Delegation - Somalia: Mogadischu, Delegation - Südafrika: Pretoria, Delegation - Südsudan: Juba, Delegation - Sudan: Khartum, Delegation - Tansania: Daressalam, Delegation - Togo: Lomé, Delegation - Tschad: N’Djamena, Delegation - Tunesien: Tunis, Delegation - Uganda: Kampala, Delegation - Zentralafrikanische Republik: Bangui, Delegation |

### Asien

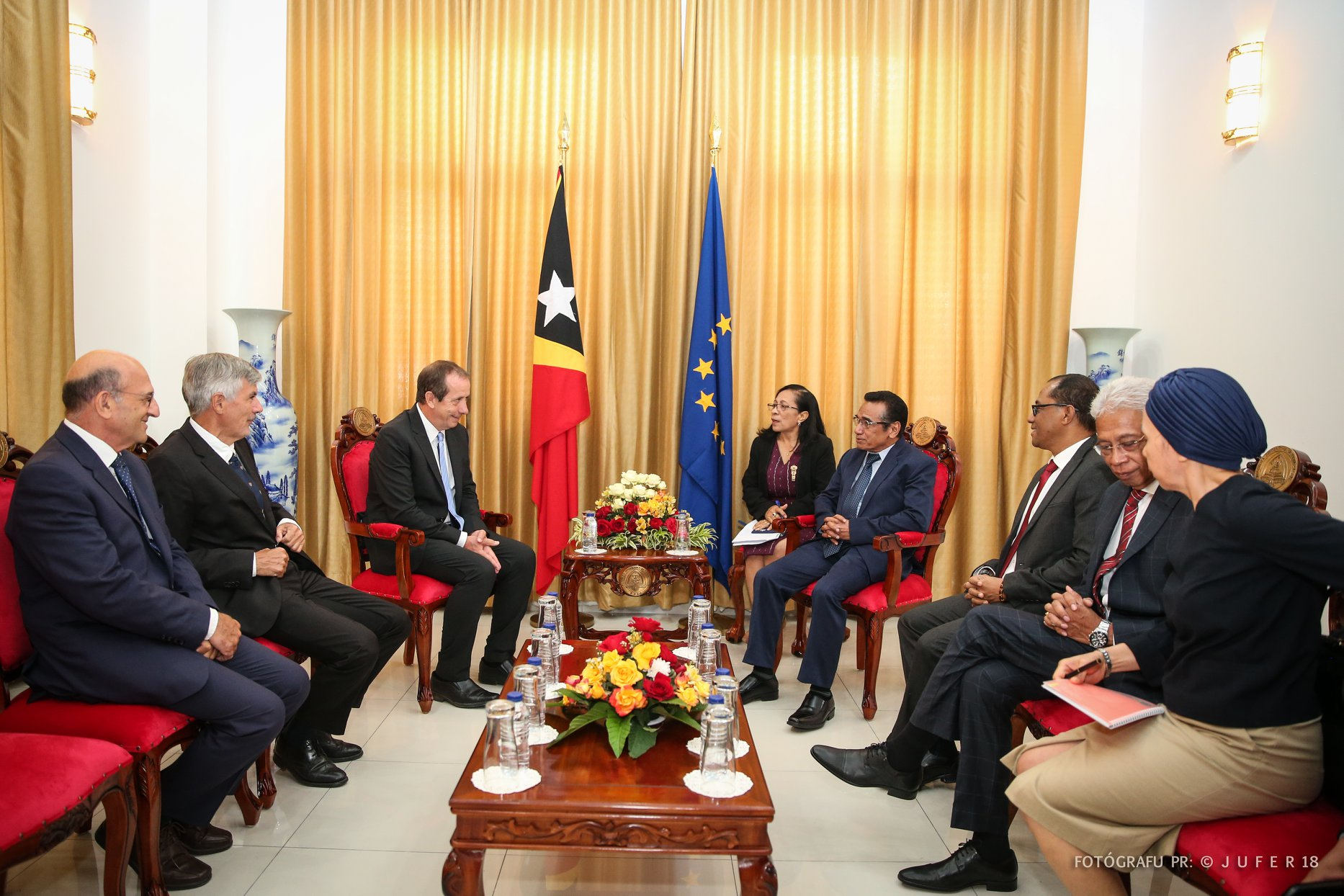
Delegationschef Andrew Jacobs zu Gast bei Osttimors Präsidenten Francisco Guterres (2019)

| - Afghanistan: Kabul, Delegation - Armenien: Jerewan, Delegation - Aserbaidschan: Baku, Delegation - Bangladesch: Dhaka, Delegation - Volksrepublik China: Peking, Delegation - China, Republik: Taipeh, Wirtschafts- und Handelsbüros - Hongkong: Hongkong, Büro - Indien: Neu-Delhi, Delegation - Indonesien: Jakarta, Delegation - Irak: Bagdad, Delegation - Israel: Tel Aviv, Delegation - Japan: Tokio, Delegation - Jordanien: Amman, Delegation - Kambodscha: Phnom Penh, Delegation - Kasachstan: Astana, Delegation - Katar: Doha, Delegation - Kirgisistan: Bischkek, Delegation - Kuwait: Kuwait, Delegation - Laos: Vientiane, Delegation | - Libanon: Beirut, Delegation - Malaysia: Kuala Lumpur, Delegation - Mongolei: Ulaanbaatar, Delegation - Myanmar: Rangun, Delegation - Nepal: Kathmandu, Delegation - Osttimor: Dili, Delegation - Pakistan: Islamabad, Delegation - Palästina: Ostjerusalem, Büro - Philippinen: Manila, Delegation - Saudi-Arabien: Riad, Delegation - Singapur: Singapur, Delegation - Sri Lanka: Colombo, Delegation - Südkorea: Seoul, Delegation - Tadschikistan: Duschanbe, Delegation - Thailand: Bangkok, Delegation - Türkei: Ankara, Delegation - Turkmenistan: Aşgabat, Delegation - Usbekistan: Taschkent, Delegation - Vereinigte Arabische Emirate: Abu Dhabi, Delegation - Vietnam: Hanoi, Delegation |

### Australien und Ozeanien

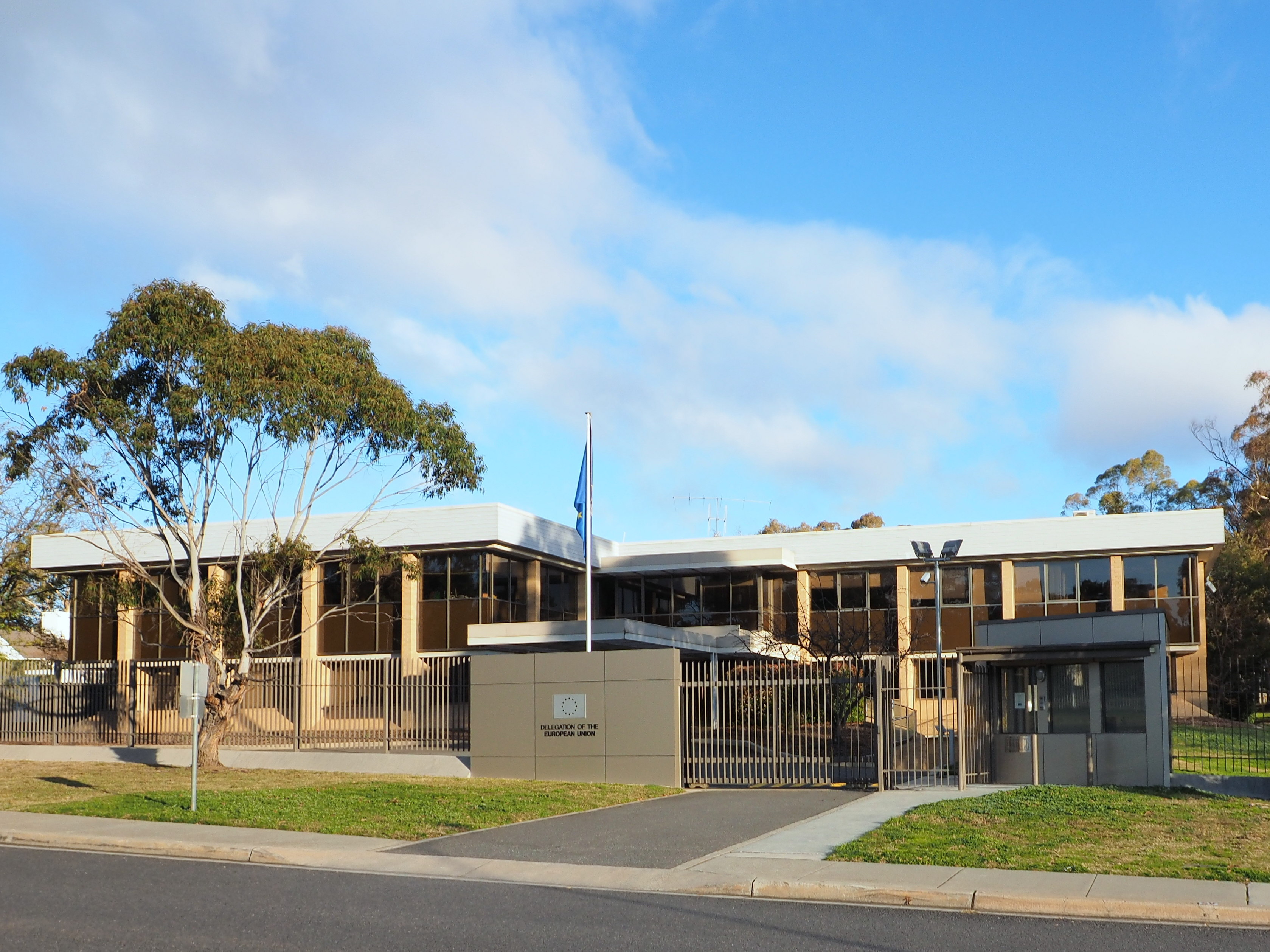
Delegation der Europäischen Union in Canberra

| - Australien: Canberra, Delegation - Fidschi: Suva, Delegation | - Neuseeland: Wellington, Delegation - Papua-Neuguinea: Port Moresby, Delegation |

### Europa
| - Albanien: Tirana, Delegation - Belarus: Minsk, Delegation - Bosnien und Herzegowina: Sarajewo, Delegation - Georgien: Tiflis, Delegation - Island: Reykjavík, Delegation - Kosovo: Priština, Verbindungsbüro - Moldau: Chișinău, Delegation - Montenegro: Podgorica, Delegation | - Nordmazedonien: Skopje, Delegation - Norwegen: Oslo, Delegation - Russland: Moskau, Delegation - Schweiz: Bern, Delegation - Serbien: Belgrad, Delegation - Türkei: Ankara, Delegation - Ukraine: Kiew, Delegation - Vereinigtes Königreich: London, Delegation |

### Nord- und Mittelamerika

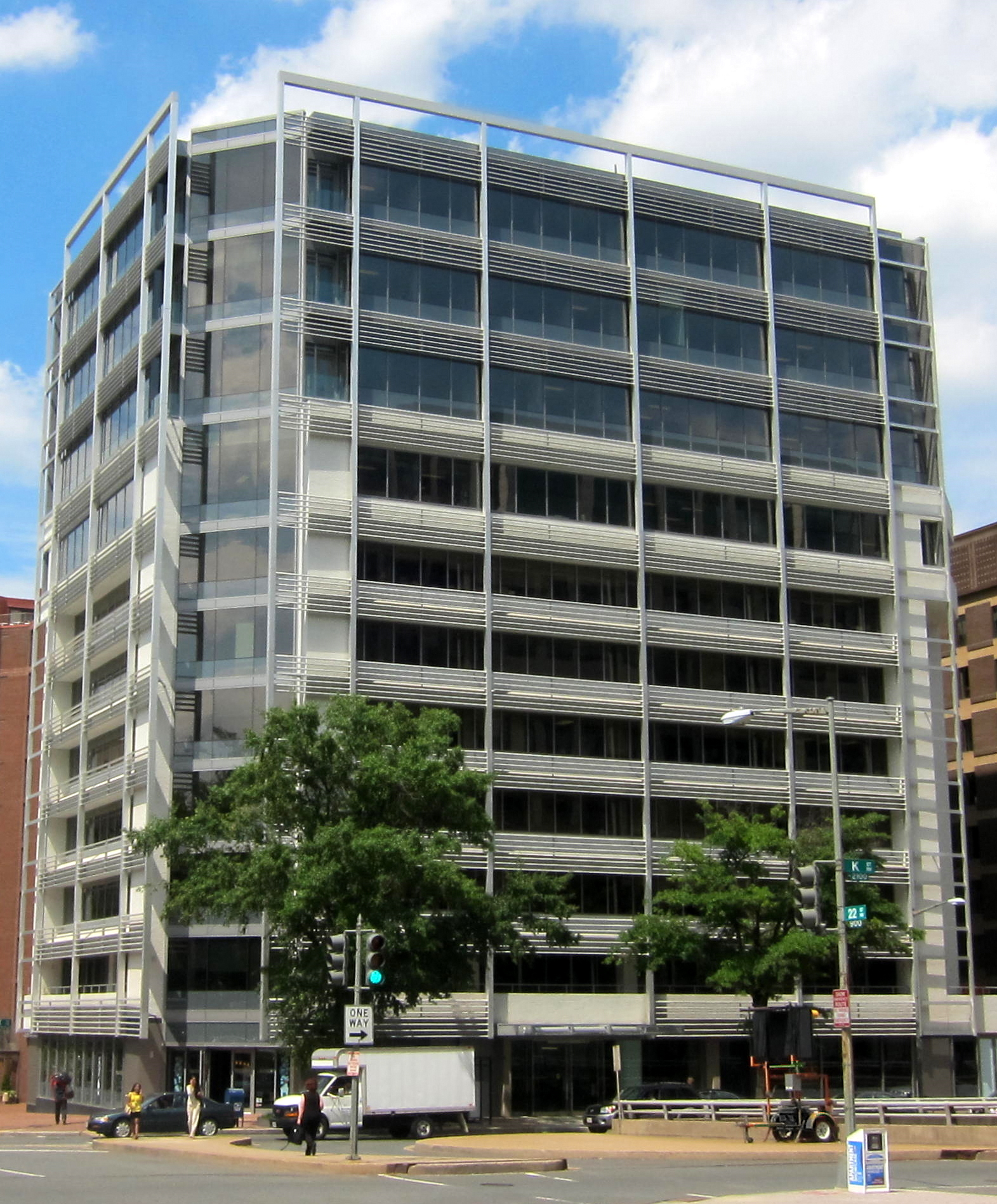
Delegation der Europäischen Union in Washington, D.C.

| - Barbados: Bridgetown, Delegation - Costa Rica: San José, Delegation - Dominikanische Republik: Santo Domingo, Delegation - El Salvador: San Salvador, Delegation - Guatemala: Guatemala-Stadt, Delegation - Haiti: Port-au-Prince, Delegation - Honduras: Tegucigalpa, Delegation - Jamaika: Kingston, Delegation | - Kanada: Ottawa, Delegation - Kuba: Havanna, Delegation - Mexiko: Mexiko-Stadt, Delegation - Nicaragua: Managua, Delegation - Panama: Panama-Stadt, Delegation - Trinidad und Tobago: Port of Spain, Delegation - Vereinigte Staaten: Washington, D.C., Delegation |

### Südamerika
| - Argentinien: Buenos Aires, Delegation - Bolivien: La Paz, Delegation - Brasilien: Brasília, Delegation - Chile: Santiago de Chile, Delegation - Ecuador: Quito, Delegation - Guyana: Georgetown, Delegation | - Kolumbien: Bogotá, Delegation - Paraguay: Asunción, Delegation - Peru: Lima, Delegation - Uruguay: Montevideo, Delegation - Venezuela: Caracas, Delegation |

## Delegationen bei internationalen Organisationen
- AU (AU): Addis Abeba, Delegation
- Verband Südostasiatischer Nationen (ASEAN): Jakarta, Delegation
- Europarat: Straßburg, Delegation
- Vereinte Nationen: New York, Delegation
- Vereinte Nationen: Wien, Delegation
- Vereinte Nationen: Genf, Delegation
- OSZE: Wien, Delegation
- Organisation der Vereinten Nationen für Erziehung, Wissenschaft und Kultur (UNESCO) und  Organisation für wirtschaftliche Zusammenarbeit und Entwicklung (OECD): Paris, Delegation
- Heiliger Stuhl: Rom, Delegation

## Technologie
Zur Kommunikation der Delegationen mit dem EU-Rat und anderen Organen verfügt die EU über ein eigenes Kommunikationsnetzwerk, COREU (frz. Correspondance Européenne = Telexnetz der europäischen Korrespondenten), das durch das INTCEN verwaltet wird.